# زنجانبر
زنجانبر هي قرية في مقاطعة كاشان، إيران. عدد سكان هذه القرية هو 28 في سنة 2006.